# Otto Hoyer
Johann Heinrich Hoyer (* 10. Oktober 1883 in Oldenburg (Oldb); † 23. August 1949 ebenda) war ein deutscher Fabrikant und Kommunalpolitiker. In den 1930er- und 1940er-Jahren führte er die Oldenburgische Industrie- und Handelskammer, betrieb deren Annäherung an die Nationalsozialisten und war auch selbst NSDAP-Mitglied.

## Leben
Hoyer war als Sohn des Kaufmanns Ernst Hoyer (1856–1917) und dessen Frau Johanna geb. Sjöström, ein Nachkomme der aus Dänemark eingewanderten Kaufmanns- und Industriellenfamilie Hoyer. Er besuchte die Oberrealschule und absolvierte eine kaufmännische Ausbildung in der Wein- und Spirituosenfirma seines Vaters, bevor er in Marburg Volkswirtschaft studierte. Während seines Studiums wurde er Mitglied der Landsmannschaft Hasso-Borussia Marburg. Anschließend machte er noch eine Weinküferlehre und besuchte zur Weiterbildung verschiedene Weingüter im In- und Ausland.
Mitte des Jahres 1907 trat er als Gesellschafter in die Firma seines Vaters ein. Während des Ersten Weltkriegs nahm die Firma, wie zahlreiche andere Betriebe auch, durch zwangsweise Stilllegung aufgrund der Einberufung nahezu aller Mitarbeiter großen Schaden. Hoyer selbst stand als Hauptmann der Reserve von der Mobilmachung bis zum Waffenstillstand an der Front. Nach dem Krieg konnte er den Schaden allmählich wieder ausgleichen. 1926 übernahm er auch die Porzellan- und Glaswarenhandlung seines Onkels Ferdinand Hoyer (1859–1925).
Des Weiteren war Hoyer auch als Leiter des von seinem Vorfahr Christian Hoyer (1794–1865) mitgegründeten Gewerbe- und Handelsvereins engagiert. 1945 gründete er diesen Verein neu. Von 1922 bis 1927 war er Mitglied des Oldenburger Stadtrats, dem er als Mitglied der Deutschen Volkspartei angehörte. Weiterhin war Hoyer in der Verbandsarbeit im Vorstand des in München gegründeten Arbeitsausschusses zur Wahrung der föderalistischen Gliederung Deutschlands Für Reich und Heimat ab Mai 1930 tätig.
Vor allem aber war Hoyer von 1925 bis 1934 und von 1935 bis 1942 Präsident der 1924 aus dem Gewerbe- und Handelsverein hervorgegangenen Oldenburgischen Industrie- und Handelskammer. Als prinzipieller Gegner der Parteipolitik und des Parlamentarismus der Weimarer Republik, deren Steuerpolitik er für die Wirtschaftskrise und die zahlreichen Unternehmensschließungen verantwortlich sah, nutzte er seine Position, um die Kammer in einen stetigen Kampf gegen „den Parteienstaat“ gleichzeitig an die Oldenburger NSDAP anzunähern. Bereits im März 1932 fand eine erste Kontaktaufnahme Hoyers mit führenden Nationalsozialisten der Region statt. Vermutlich zum 1. Mai 1933 trat er der NSDAP bei (Mitgliedsnummer 2.867.405). Noch im selben Jahr ernannte ihn der Reichswirtschaftsminister zum Vorsitzenden des Vorstandes der Außenhandelsstelle Bremen für das Gebiet Weser-Ems.

## Werke
Hoyer betätigte sich auch in der Familienforschung, seine Ergebnisse veröffentlichte er in zwei Publikationen:
- Die Familie Hoyer in Oldenburg. In: Oldenburger Jahrbücher. Jahrgang 26. 1919/20, S. 358–360.
- Beiträge zur Geschichte der in Oldenburg i. O. ansässigen Familie Hoyer aus Hojen in Jütland. 3 Hefte. Oldenburg. 1927.

## Familie
1911 heiratete Hoyer Margarethe Denstorff, mit der er drei Kinder hatte.